# ジョーレギベリ (戦艦)
| 1915年のジョーレギベリ | |
| 艦歴                   | |
| 発注                   | ラ・セーヌ造船所 |
| 起工                   | 1891年4月 |
| 進水                   | 1893年10月27日 |
| 就役                   | 1897年2月16日 |
| 退役                   | 1919年 |
| 除籍                   | 1920年 |
| その後                 | 1934年、スクラップとして売却 |
| 前級                   | カルノー |
| 後級                   | マッセナ |
| 性能諸元               | |
| 排水量                 | 常備：11,637トン、満載：-トン |
| 全長                   | -m 111.9m(水線長) |
| 全幅                   | 22.1m |
| 吃水                   | 8.8m |
| 機関                   | ラグラフ・ダル式石炭専焼水管缶24基 +直立型三段膨張式レシプロ機関2基2軸推進 |
| 最大出力               | 14.200hp |
| 最大速力               | 17.7ノット |
| 航続距離               | 10ノット/4,000海里(石炭：750トン) |
| 乗員                   | 597～640名 |
| 兵装                   | Model 1887 30.5cm(40口径)単装砲2基 Model 1887 27cm(45口径)単装砲2基 Model 1889-91 14cm(45口径)連装速射砲8基 Model 1891 65mm(50口径)単装速射砲4基 47mm単装速射砲8基 45cm水中魚雷発射管単装6基 |
| 装甲                   | 舷側：275～450mm（水線面主装甲） 甲板：70mm(水平面) 主砲防盾：370mm(前盾) 副砲塔：100mm(前盾) バーベット：-mm                                                                                |

ジョーレギベリ (Jauréguiberry) は、フランス海軍が建造した前弩級戦艦であるが、フランス海軍では依然として装甲艦も戦艦も「艦隊装甲艦」と呼称しており区別はしていない。本艦はフランス海軍の1890年海軍計画により主力艦24隻を配備するべく10年間で10隻の戦艦を開始し、本艦はその3隻目であった。命名は、フランス海軍の海軍大将であったベルナール・ジョーレギベリにちなむ。　
設計者はアントワーヌ・ジャン・アマブル・ラガヌで、設計歴には国産ではマルソー級「マルソー」、輸出用戦艦ではスペイン海軍戦艦「ペラーヨ」やチリ海軍戦艦「カピタン・プラット」の設計を手がけたベテランである。
本艦の建造途中の1893年にロシア帝国海軍のトゥーロン訪問があり、仏露の親善セレモニーの一環として本艦の進水式が盛大に執り行われたエピソードがある。この時の催しは大成功で、翌1894年に締結された露仏同盟においてフランス海軍の最新技術がロシア海軍に供与され、それに伴い本艦の設計はロシア戦艦に強い影響を与えたのである。また、後にラガヌはロシア海軍戦艦「ツェサレーヴィチ」を手がけた。
第一次世界大戦においては地中海の北アフリカ・フランス間の輸送船団の護衛を務め、ガリポリの戦いにも参加した。1919年に退役し、1934年に売却された。

## 艦形

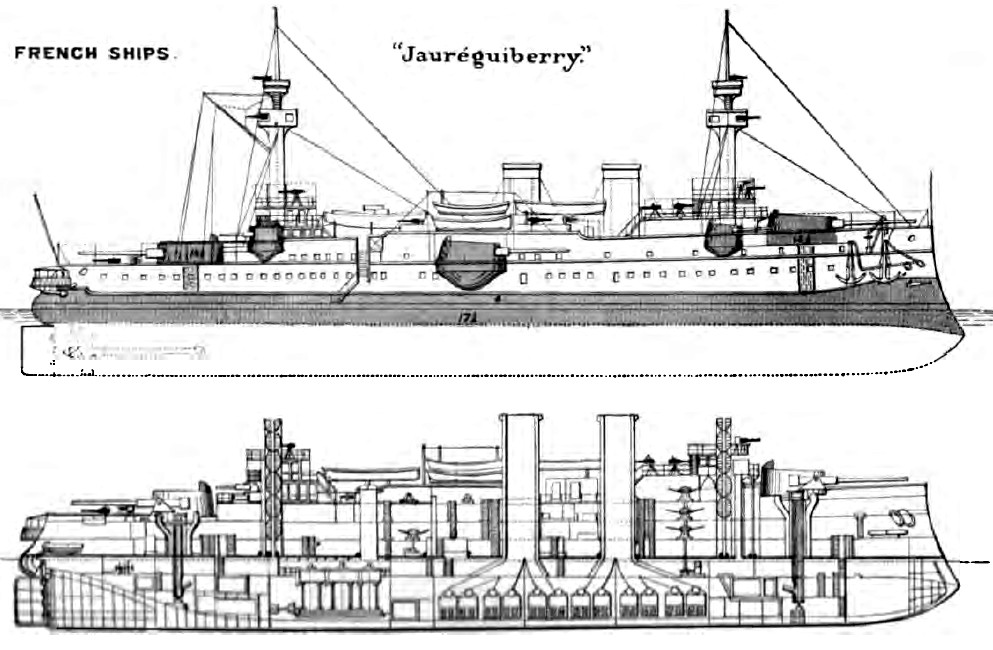
本艦の武装・装甲配置を示した図。

船体形状は「カルノー」よりも強く引き絞られた特徴的なタンブルホーム型船体となっている。これは、水線部から上の構造を複雑な曲線を用いて引き絞り、船体重量を軽減できる船体方式で、他国では帝政ロシア海軍やドイツ海軍、アメリカ海軍の前弩級戦艦や巡洋艦にも採用された。外見上の特徴として水線下部の艦首・艦尾は著しく突出し、かつ舷側甲板よりも水線部装甲の部分が突出すると言った特徴的な形状をしている。このため、水線下から甲板に上るに従って船体は引き絞られ甲板面積は小さくなっている。これは、備砲の射界を船体で狭められずに広い射界を得られることや、当時の装甲配置方式では船体の前後に満遍なく装甲を貼る「全体防御方式」のために船体が短くなればその分だけ装甲を貼る面積が減り、船体の軽量化が出来るという目的に採られた手法である。
ほぼ垂直に切り立った艦首から艦首甲板に30.5cm単装主砲塔が1基の背後に司令塔を組み込んだ艦橋からミリタリーマストが立つ。ミリタリーマストとはマストの上部あるいは中段に軽防御の見張り台を配置し、そこに37mm～47mmクラスの機関砲（速射砲）を配置した物である。これは、当時は水雷艇による奇襲攻撃を迎撃するために遠くまで見張らせる高所に対水雷撃退用の速射砲あるいは機関砲を置いたのが始まりである。形状の違いはあれどこの時代の列強各国の大型艦には必須の装備であった。
本艦のミリタリーマストは内部に階段を内蔵した円筒状となっており、頂部には二層式の見張り台が設けられた。上下の見張り台には四つの開口部があり、下段部のみ47mm単装速射砲が1基ずつ計4基が配置され、後部ミリタリーマストも同形式で前後4基ずつ計8基配置された。前部ミリタリー・マストの背後には断面図が小判型の煙突が二本立ち、その周囲は艦載艇置き場となっており、豊富なクレーンにより水面に下ろされた。
艦載艇置き場の後部にはミリタリー・マストが立ち、その後ろに30.5cm単装主砲塔が後向きに1基配置された。本艦の舷側甲板は存在せず、船体中央部の張り出し部に27cm単装副砲塔が船体中央部に片舷1基ずつ計2基配置された。
特徴的なのは14cm砲の配置方式で他の艦は14cm単装砲塔を片舷4基計8基が配置されるのに対し、本艦では省スペース化のために14cm単装速射砲8門を連装砲塔に収め、前後ミリタリー・マストの左右に1基ずつ計4基8門配置した。
この配置により艦首尾線方向に最大30.5cm砲1門、27cm砲2門、14cm砲4門が指向でき、左右方向には最大30.5cm砲2門、24cm砲1門、14cm砲4門が指向でき強力な火力を誇っていた。

## 参考図書
「世界の艦船増刊第38集　フランス戦艦史」(海人社)